# Pod Łabskim Szczytem
Pod Łabskim Szczytem je horská bouda na polské straně Krkonoš pod  Violíkem a Szrenicou nad městem Szklarska Poręba.

## Historie
První přístřešek byl v těchto místech postaven již za třicetileté války (1618-1648) a poskytoval úkryt cestovatelům a při epidemii. Jeho nejstarší kresba se zachovala z roku 1780. Jmenovala se Eliasch Baude a Jesaiasch Baude podle majitelů a později Slezská bouda. Od roku 1787 se název ustálil na Stará Slezská bouda. Do roku 1848 patřila rodině Hallmannů a od roku 1888 Erlebachům, když v tom roce byla přistavěna veranda. V roce 1901 boudu převzal Franz Maiwald a povýšil ji na hostinec. Od roku 1909 měla telefon a v roce 1912 byl dobudován nový vodovod. V roce 1915 bouda zcela vyhořela. Poté byla znovu postavena a od roku 1925 v ní byla zavedena elektřina. V roce 1938 byla postavena vedlejší ubytovací budova. Po 2. světové válce objekt převzal PTTK a v roce 1966 měl 70 ubytovacích míst.

## Přístup
- po  žluté značce z autobusové zastávky Szklarska Poręba, autobusové nádraží - 2½ hodiny (5,6 km)
- po  černé a  modré značce z autobusové zastávky Szklarska Poręba, Parking Szklarka - 2¾ hodiny (6 km)
- po  černé značce z autobusové zastávky Cieplice Zdrój, Dom Hauptmanna v Jagniatkówe - 3¼ hodiny (7,7 km)
- po  zelené,  žluté a  modré značce z autobusové zastávky Špindlerův Mlýn, Medvědí koleno rozc. - 3½ hodiny (8,7 km)
- po  žluté,  červené,  žluté a  modré značce z autobusové zastávky Rokytnice nad Jizerou, Horní domky - 4 hodiny (9,4 km)
- po  modré,  žluté a  zelené značce z autobusové zastávky Harrachov, autobusové nádraží - 4 hodiny (10,6 km)

## Přechody
- po  zelené a  žluté značce Vosecká bouda - 1 hodina (2,5 m)
- po  zelené a  černé značce Schronisko na Szrenicy - 1¼ hodina (2,9 m)
- po  zelené a  červené značce Hala Szrenicka - 1¼ hodina (3,4 m)
- po  modré a  žluté a  zelené značce Labská bouda - 1¼ hodina (2,6 m)
- po  modré a  žluté a  zelené značce Vrbatova bouda - 1¾ hodina (4,8 m)
- po  žluté a  zelené a  červené značce chata Kamieńczyk - 1¾ hodina (5,7 m)
- po  modré a  žluté a  zelené značce Martinova bouda - 2 hodina (5,2 m)
- po  žluté a  červené značce Petrova bouda - 2¾ hodina (7 m)
- po  žluté a  červené značce Špindlerova bouda - 3½ hodina (9,1 m)
- po  žluté,  červené a  modré značce Schronisko Odrodzenie - 3½ hodina (9,5 m)

## Výstupy
- po  žluté značce Kukułcze skały (1125 m) - 10 minut (0,5 km)
- po  modré značce a neznačené cestě Borówczane Skały (1060 m) - 30 minut (1,6 km)
- po  zelené a  červené značce Svinské kameny (1290 m) - 1 hodiny (2,2 km)
- po  zelené,  červené a  černé značce Szrenica (1362 m) - 1¼ hodiny (2,9 km)
- po  žluté značce Vysoká pláň (1497 m) a Vysílač Sněžné jámy - 1½ hodiny (2,9 km)
- po  žluté a  červené značce Velký Šišák (1424 m) - 1¾ hodiny (4,2 km)
- po  žluté a  červené značce Mužské kameny (1416 m) - 2¼ hodiny (5,1 km)
- po  žluté a  červené značce Dívčí kameny (1414 m) - 2½ hodiny (5,9 km)